# Pinus sebirica
Pinus sebirica là một loài thực vật hạt trần trong họ Pinaceae. Loài này được Du Tour mô tả khoa học đầu tiên..